# All Born Screaming
All Born Screaming — седьмой студийный альбом американского музыканта St. Vincent (она же Энни Кларк), выпущенный 26 апреля 2024 года на собственном лейбле Кларк Total Pleasure Records и распространялся через Virgin Music Group.  Альбом был спродюсирован Винсент самостоятельно, а в его создании приняли участие несколько исполнителей. Ему предшествовали три сингла: «Broken Man», «Flea» и «Big Time Nothing».
Альбом получил четыре номинации на 67-й ежегодной премии «Грэмми», включая «Лучший альбом альтернативной музыки». Испанская перезапись альбома под названием Todos Nacen Gritando была анонсирована к выпуску 15 ноября 2024 года, а затем специальное японское издание с концертными бонус-треками. 

## Общая информация
16 февраля 2024 года исполнительница впервые рассказала о пластинке, заявив, что ей «нужно было углубиться в поиск собственного звукового словаря», и что ей нравится называть альбом «пост-чумовым попом». All Born Screaming — это первый студийный альбом, полностью спродюсированный самой Кларк, а дополнительное микширование выполнил Сиан Риордан. В записи альбома приняли участие Дэйв Грол, Кейт Ле Бон, Джастин Мелдал-Джонсен, Джош Фриз, Стелла Мозгава, Рэйчел Экрот, Марк Гилиана и Дэвид Ралике из Dengue Fever. Пытаясь объяснить звучание альбома, Кларк сравнила его с «долгой прогулкой в лес в одиночестве» для того, чтобы найти послания своего сердца. В результате, по её мнению, он «звучит по-настоящему, потому что он настоящий».
Кларк выпустила лид-сингл «Broken Man», композицию в стиле «индустриальный угрожающий рок», 29 февраля 2024 года вместе с клипом, снятым режиссёром Алексом Да Кортом. В клипе она вспыхивает пламенем — образ, который также изображен на обложке альбома. Второй сингл, «Flea», был выпущен 28 марта, в тот же день был официально объявлен тур All Born Screaming Tour.Японское издание с концертными бонус-треками было объявлено к выпуску 25 декабря 2024 года.

## Сочинение и запись
Как только вышел предыдущий студийный альбом St Vincent, Daddy's Home (2021), Кларк сразу же начала писать для его продолжения. Кларк начала экспериментировать с драм-машинами и модульными синтезаторами, в итоге, по её словам, она самостоятельно создала «часы и часы эзотерической пост-индустриальной танцевальной музыки». Во время этого периода экспериментов Кларк начала принимать психоделики в микродозах.
All Born Screaming был записан в шести студиях в трех городах, включая собственную студию Кларк Compound Fracture в Лос-Анджелесе, Electric Lady Studios в Нью-Йорке и Electrical Audio в Чикаго. Это её первый самостоятельно спродюсированный альбом. Кларк чувствовала потребность в самостоятельном продюсировании альбома, поскольку «в моей голове были звуки, которые, действительно, только я могла воплотить», и хотела, чтобы её воспринимали как отдельного художника с большим контролем над своей работой.. Paste описал All Born Screaming как «капсулу времени, охватывающую всю карьеру и хранящую в себе все оттенки её величайших эпох», которая включает в себя элементы лаунжа, нойз-рока, барокко, фанка, камерного попа и электроники.
Говоря о названии альбома, Кларк отметила: «Мы все рождаемся в некотором роде против своей воли. Но в то же время, если вы рождаетесь с криком, это отличный знак — знак того, что вы живы. Мы все рождаемся в знак протеста, поэтому кричать — это значит быть живым» Кларк пояснила: «Я знала, что собираюсь записать альбом под названием All Born Screaming, с 23 лет, но я просто не была готова. Я не была достойна этого названия, потому что нужно много прожить, чтобы быть достойным названия, которое действительно говорит обо всем. Это красота, это жестокость, и все это — часть одного континуума».
«Big Time Nothing» — это фанковый танцевальный поп-трек на синтезаторе и басах, который, по словам Кларк, напоминает ей «Лондон начала 90-х… The Prodigy, своего рода, рейв-момент». Куплет трека, который произносится в разговорном стиле, возник из «постоянного внутреннего монолога Кларк о депрессии и тревоге». Трек «Sweetest Fruit» — это ода Софи, музыкальному продюсеру, которым Кларк восхищалась и который умер в 2021 году, и он о том, что «люди пытаются достичь трансцендентности, и по крайней мере они делают большой замах или пытаются достичь чего-то прекрасного».

## Отзывы критиков
| Совокупная оценка    | Совокупная оценка |
| Источник             | Оценка            |
| -------------------- | ----------------- |
| AnyDecentMusic?      | 8.1/10            |
| Metacritic           | 89/100            |
| Оценки критиков      |                   |
| Источник             | Оценка            |
| AllMusic             | [ 22 ]            |
| Clash                | 9/10              |
| Financial Times      | [ 24 ]            |
| The Guardian         | [ 25 ]            |
| The Independent      | [ 26 ]            |
| iNews                | [ 27 ]            |
| The Line of Best Fit | 8/10              |
| NME                  | [ 29 ]            |
| Pitchfork            | 7.8/10            |
| Rolling Stone        | [ 31 ]            |

All Born Screaming получил 89 баллов из 100 на агрегаторе рецензий Metacritic на основе 20 отзывов критиков, которые сайт классифицировал как «всеобщее одобрение».
В пятизвездочной рецензии Алексис Петридис из The Guardian отметил «прекрасно отточенное мастерство Кларк как автора песен» и «индивидуальность, которую она накладывает на весь альбом». Петридис подчеркивает, что Кларк черпает вдохновение в музыке своей молодости, такой как Тори Эймос и Nine Inch Nails, добавляя при этом свои собственные уникальные идеи, чтобы не скатиться в «ревивализм 90-х». The Independent в своей четырёхзвездочной рецензии оценил продолжительность и слаженность альбома как «плотный и легко усваиваемый роман», при этом Кларк позволила себе «немного поблажек» в семиминутном заключительном треке, который строится с течением времени. [Некоторые рецензенты отметили, что «All Born Screaming» отходит от рока 1970-х годов, характерного для предыдущей работы Кларк Daddy’s Home. iNews назвал альбом «поразительным отходом», похвалив лирические темы альбома, которые опираются на «опыт смерти и потери, и ссылки на смертность в изобилии». Аналогично, Financial Times высоко оценила способность Кларк пережить «возрождение» в духе Боуи, который меньше фокусируется на создании образа и больше на написании песен, которые «очень близки к костям». Шаад Д’Суза из Pitchfork считает, что два сингла, предшествовавшие альбому, «Flea» и «Broken Man», не совсем точно представляют «чувствительные и интроспективные» моменты альбома. The Line of Best Fit согласился с этим мнением. Д’Суза назвал All Born Screaming Кларк «самой обнадеживающей записью на сегодняшний день». Джордан Бассетт в четырёхзвездочной рецензии для NME отметил уязвимость, продемонстрированную Кларк в текстах «осажденных потерей», что делает альбом её «самым щедрым и открытым заявлением на сегодняшний день».

### Итоговые списки
| Публикация/критика | Похвала                       | Позиция | Источник |
| ------------------ | ----------------------------- | ------- | -------- |
| MOJO               | 75 лучших альбомов 2024       | 25      | [ 32 ]   |
| Rough Trade UK     | Альбомы 2024 года             | 15      | [ 33 ]   |
| Rolling Stone      | 100 лучших альбомов 2024 года | 49      | [ 34 ]   |

## Список композиций
Слова и музыка всех песен — Энни Кларк, кроме "Big Time Nothing", сочинённой Кларк и Кейт Ле Бон..
| №                   | Название                                       | Длительность |
| ------------------- | ---------------------------------------------- | ------------ |
| 1.                  | «Hell Is Near»                                 | 4:09         |
| 2.                  | «Reckless»                                     | 3:57         |
| 3.                  | «Broken Man»                                   | 3:21         |
| 4.                  | «Flea»                                         | 3:47         |
| 5.                  | «Big Time Nothing»                             | 2:59         |
| 6.                  | «Violent Times»                                | 3:57         |
| 7.                  | «The Power's Out»                              | 4:38         |
| 8.                  | «Sweetest Fruit»                               | 3:56         |
| 9.                  | «So Many Planets»                              | 3:35         |
| 10.                 | «All Born Screaming» (при участии Кейт Ле Бон) | 6:55         |
| Общая длительность: | Общая длительность:                            | 41:14        |

| №   | Название                                         | Длительность |
| --- | ------------------------------------------------ | ------------ |
| 11. | «Flea» (Live from East West Studios)             |              |
| 12. | «Big Time Nothing» (Live from East West Studios) |              |

## Участники записи
Музыканты
- Энни Кларк — вокал (все треки), синтезатор (треки 1-3, 5-8, 10), бас (1, 4-8); 12-струнная гитара, акустическая гитара, электропианино (1); программирование ударных (2-10), гитара (3-10), модульный синтезатор[англ.] (3, 6), бэк-вокал (4), орган (4), контрабас (6), терменвокс (9)
- Джастин Мелдал-Джонсен — бас (треки 1-4, 6, 8-10), синтезатор (1, 9); программирование ударных, гитара (2, 10); электрический бас[англ.] (2), бэк-вокал (4), контрабас (6), перкуссия (7), эффекты (9), бубен (10)
- Рэйчел Экрот[англ.] — пианино (дорожка 1), клавишные (2, 9); орган, фортепиано (2)
- Джош Фриз — ударные (треки 1, 9)
- Дэйв Грол — ударные (треки 3, 4)
- Чиан Риордан — ударные (треки 3, 5), бас (6-8)
- Марк Гилиана[англ.] — ударные (треки 3, 6)
- Дэвид Ралике[англ.] — саксофон (дорожка 3), валторны (5, 6, 8, 9)
- Кейт Ле Бон[англ.] — бас (треки 7, 10), бэк-вокал (10)
- Стелла Мозгава[англ.] — ударные (трек 10)

Технический персонал
- St. Vincent — производство, звукорежиссёр
- Руайри О’Флаэрти — мастеринг
- Сиан Риордан — сведение, звукорежиссёр
- Джастин Мелдал-Джонсен — звукорежиссёр (треки 1, 2, 7-10)

## Чарты
| Чарт (2024)                                    | Высшая позиция |
| ---------------------------------------------- | -------------- |
| Австралия (ARIA)                               | 81             |
| Австрия (Ö3 Austria)                           | 18             |
| Бельгия/Фландрия (Ultratop)                    | 20             |
| Бельгия/Валлония (Ultratop)                    | 102            |
| Хорватия (HDU)                                 | 14             |
| Нидерланды (Album Top 100)                     | 81             |
| Германия (Offizielle Top 100)                  | 34             |
| Греция (IFPI)                                  | 66             |
| Ирландия (IRMA)                                | 56             |
| Шотландия (Scottish Albums Chart)              | 3              |
| Испания (PROMUSICAE)                           | 49             |
| Швейцария (Schweizer Hitparade)                | 21             |
| Великобритания (UK Albums Chart)               | 5              |
| США (Billboard 200)                            | 86             |
| США (Billboard Independent Albums)             | 13             |
| США (Top Rock & Alternative Albums, Billboard) | 21             |

## Todos Nacen Gritando
Todos Nacen Gritando — испаноязычная версия альбома All Born Screaming, выпущенная 15 ноября 2024 года. Это первый испаноязычный проект Кларк, которая заявила, что хочет «немного поблагодарить испаноязычных поклонников, которые встречали меня на моем родном языке на протяжении семи альбомов». Кларк привлекла своего друга Алана Дель Рио Ортиса для помощи в переводе текстов альбома. Первый сингл, «Hombre Roto», вышел 20 сентября.

### Список композиций
Слова и музыка всех песен — Энни Кларк, за исключением «El Mero Cero», написанной Кларк и Кейт Ле Бон..
| №                   | Название                                         | Длительность |
| ------------------- | ------------------------------------------------ | ------------ |
| 1.                  | «El Infierno Está Cerca»                         | 4:08         |
| 2.                  | «Salvaje»                                        | 3:57         |
| 3.                  | «Hombre Roto»                                    | 3:21         |
| 4.                  | «Pulga»                                          | 3:46         |
| 5.                  | «El Mero Cero»                                   | 2:58         |
| 6.                  | «Tiempos Violentos»                              | 3:57         |
| 7.                  | «Se Fue la Luz»                                  | 4:38         |
| 8.                  | «La Fruta Más Dulce»                             | 3:55         |
| 9.                  | «Tantos Planetas»                                | 3:35         |
| 10.                 | «Todos Nacen Gritando» (при участии Кейт Ле Бон) | 6:55         |
| Общая длительность: | Общая длительность:                              | 41:10        |